# Karl Armbrust
Karl Friedrich Armbrust, född 30 mars 1849 i Hamburg, död 7 juli 1896 i Hannover, var en tysk organist.
Armbrust var en framstående virtuos på sitt instrument och organist vid Sankt Peterskyrkan i sin födelsestad, där han även verkade som lärare och musikanmälare.